# Bodstedter Bodden

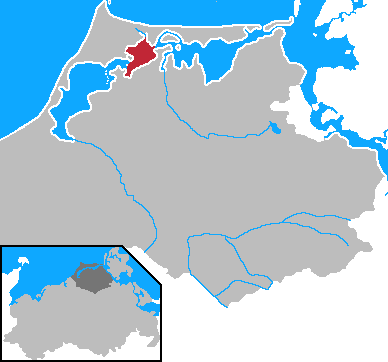
Die Lage des Bodstedter Bodden

Der Bodstedter Bodden ist ein Teil der Darß-Zingster Boddenkette sowie des Nationalparks Vorpommersche Boddenlandschaft. Er liegt südlich der Halbinsel Fischland-Darß-Zingst an der Küste von Mecklenburg-Vorpommern. Die buchtenreiche, schilfgesäumte Uferlinie ist landschaftlich reizvoll, so dass die in Ufernähe liegenden Ortslagen beliebte touristische Ziele sind.
Die Westgrenze des Boddens zum Koppelstrom bilden die Borner Bülten (Bulte, kleine sumpfige Schilfinseln). Der Koppelstrom bildet den Übergang zum Saaler Bodden. Im Osten bildet die Meerenge Meiningen den Übergang zum Barther Bodden und Zingster Strom. Im Süden des Boddens befindet sich die Redensee mit dem Ort Fuhlendorf. Im Nordosten mündet der Prerower Strom, der ehemalige Meereszugang, in den Bodden. Die mit zehn Metern tiefste Stelle des Boddens liegt kurz vor den Meininger Bülten, den kleinen Schilfinseln am Meiningen. Der restliche Bodden ist nur selten tiefer als drei Meter. Jägerbülten und Kleiner Bülten sind Inseln im Bodstedter Bodden. 

## Orte am Bodstedter Bodden
- Born a. Darß
- Fuhlendorf mit dem namensgebenden Ortsteil Bodstedt
- Wieck a. Darß

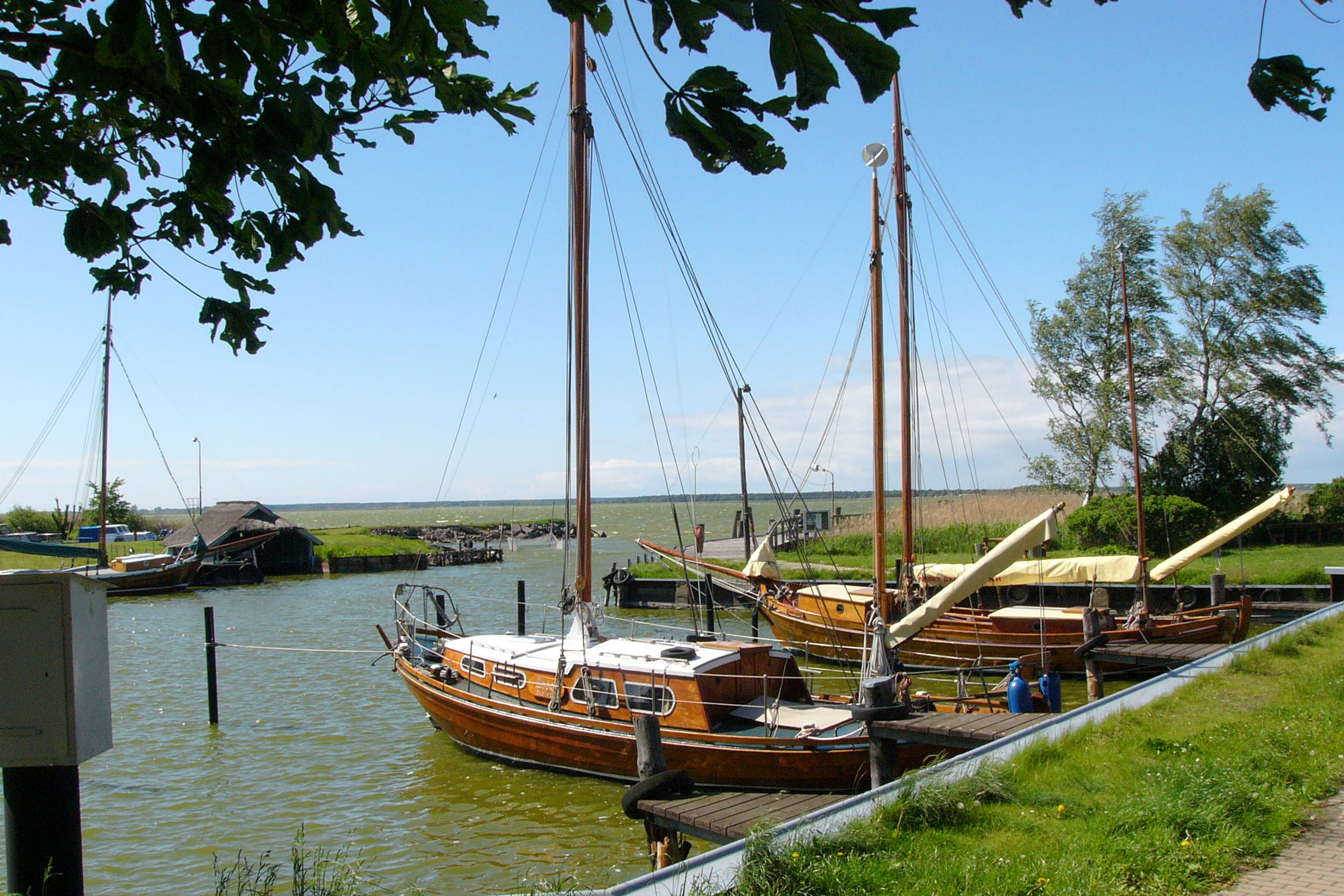
Alter Hafen in Bodstedt
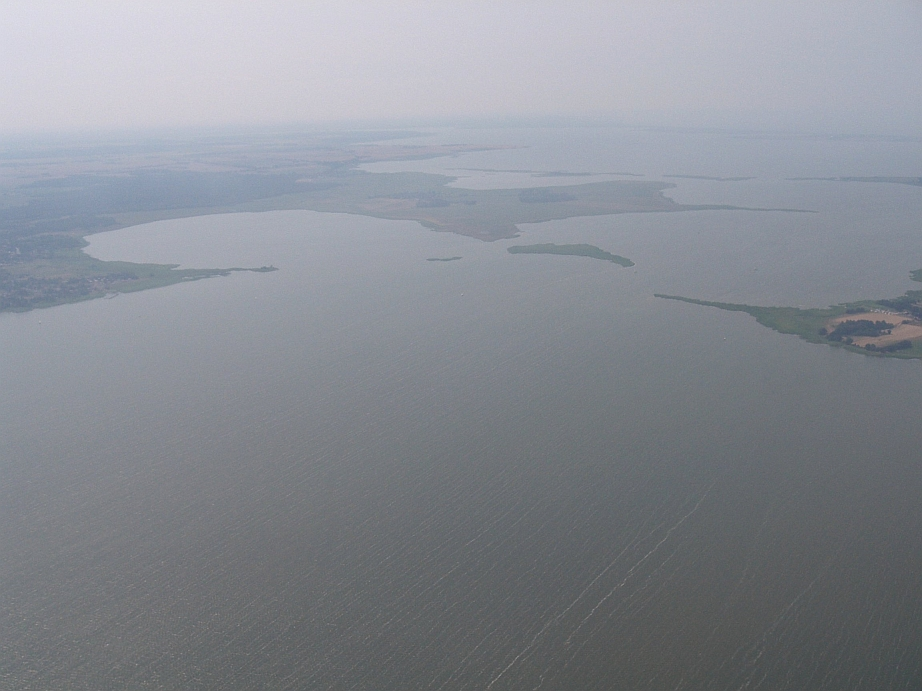
Der Bodstedter Bodden mit Redensee
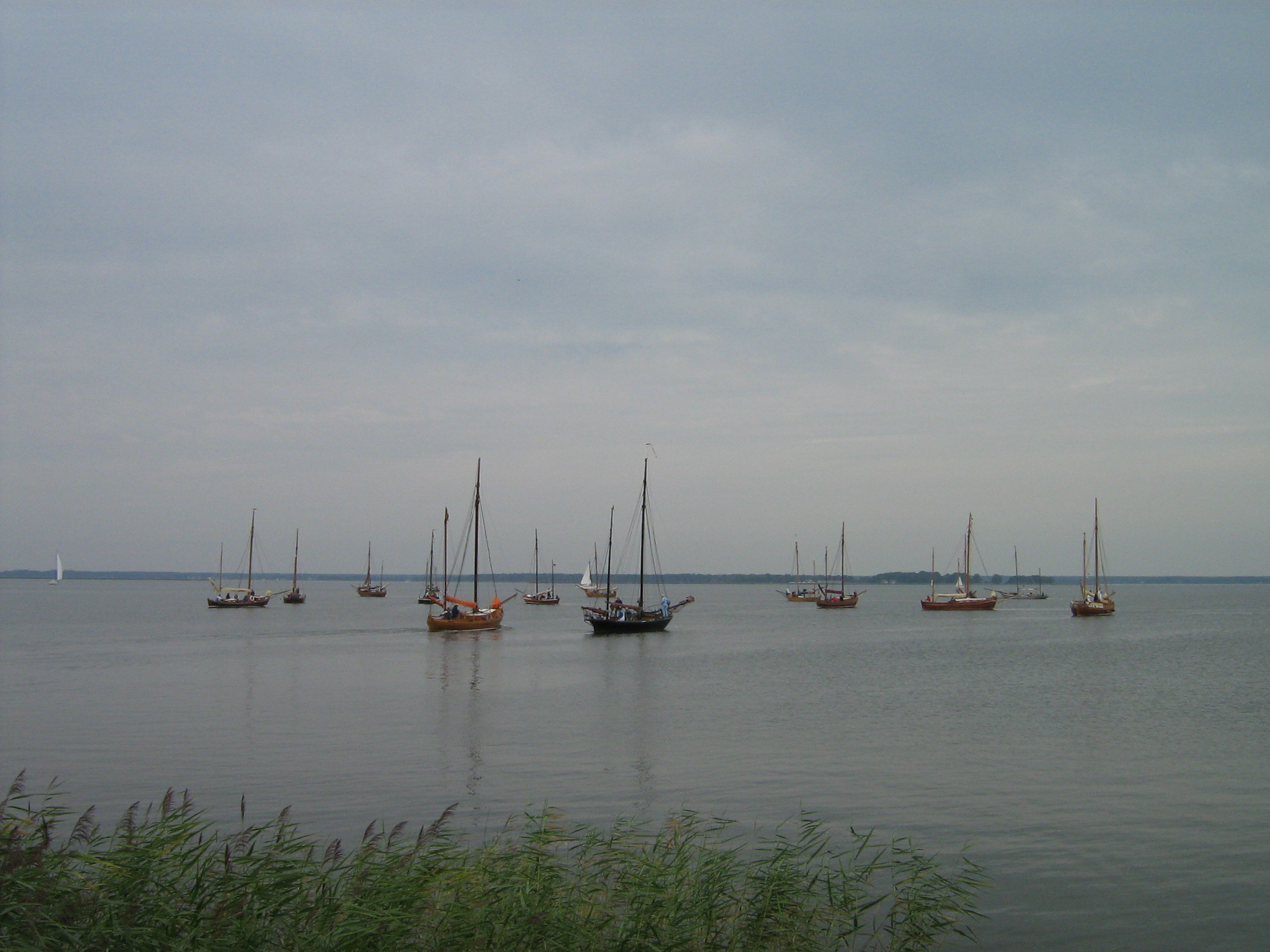
Bodstedter Bodden von Bodstedt aus gesehen
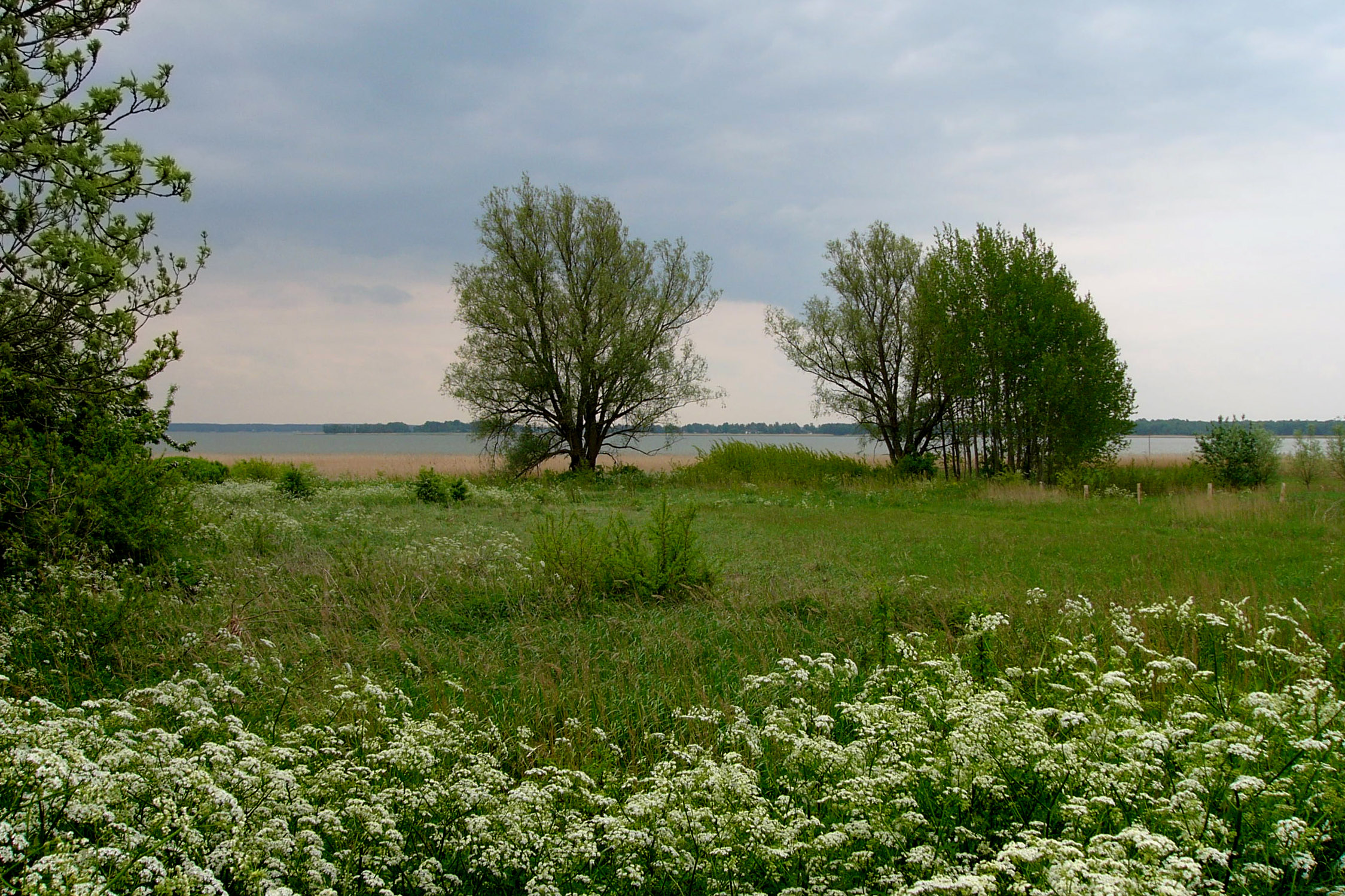
Typische Landschaft am Bodden
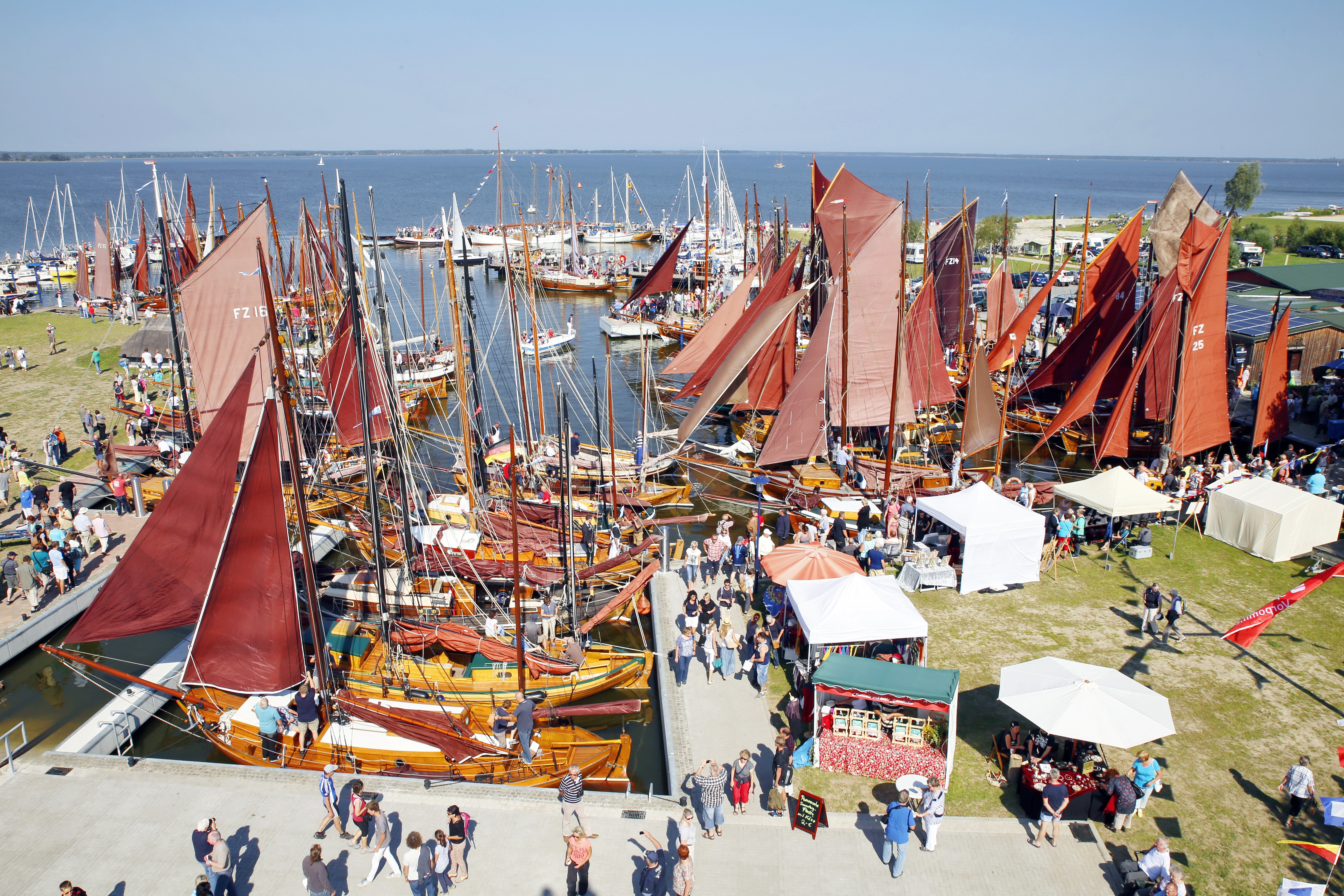
Jubiläumsregatta und Hafeneröffnung Bodstedt